# 全国力量联盟
全国力量联盟（阿拉伯语：‎, ） 是2012年2月成立的一个利比亚政党联盟。它由44个政治组织、236个非政府组织，以及超过280名独立人士所组成。该组织追求世俗化的自由主义理念，是伊斯兰政党的主要对手。前过渡委总理马哈茂德·吉卜里勒是该党领导人。

## 政治理念
该组织尊崇进步主义与自由主义价值观，是其他伊斯兰主义政党的竞争对手。该党寻求建设一个民主的公民国家，提倡尊重妇女权利和其他民主变革。

## 领导人
前利比亚全国委员会执行主席马哈茂德·吉卜里勒是该党领导人，阿卜杜勒·拉赫曼是该党秘书长。

## 议会选举
在2012年利比亚国民议会选举中，该党赢得48.8%的政党得票率，获得39个政党席位，成为第一大党。